# Маєліс Каріпа
Маєліс Єсенья Каріпа Кастільйо (ісп. Mayelis Yesenia Caripa Castillo; нар. 16 серпня 1980, Валенсія, Карабобо, Венесуела) — венесуельська борчиня вільного стилю, дворазова призерка чемпіонатів світу, шестриразова переможниця Панамериканських чемпіонатів, бронзова призерка Кубку світу, бронзова призерка Панамериканських ігор, бронзова призерка Південноамериканських ігор, дворазова чемпіонка, срібна та бронзова призерка Центральноамериканських і Карибських ігор, учасниця трьох Олімпійських ігор.

## Життєпис
Боротьбою почала займатися з 1996 року.
Виступала за борцівський клуб «Карабобо» Валенсія. Тренер — Давід Очоа (з 2000).

## Спортивні результати на міжнародних змаганнях

### Виступи на Олімпіадах
| Змагання                    | Збірна    | Вагова категорія          | Місце |
| --------------------------- | --------- | ------------------------- | ----- |
| Літні Олімпійські ігри 2004 | Венесуела | жіноча боротьба, до 48 кг | 12    |
| Літні Олімпійські ігри 2008 | Венесуела | жіноча боротьба, до 48 кг | 14    |
| Літні Олімпійські ігри 2012 | Венесуела | жіноча боротьба, до 48 кг | 10    |

### Виступи на Чемпіонатах світу
| Змагання                        | Збірна    | Вагова категорія          | Місце  |
| ------------------------------- | --------- | ------------------------- | ------ |
| Чемпіонат світу з боротьби 2000 | Венесуела | жіноча боротьба, до 46 кг | 12     |
| Чемпіонат світу з боротьби 2001 | Венесуела | жіноча боротьба, до 46 кг | 13     |
| Чемпіонат світу з боротьби 2002 | Венесуела | жіноча боротьба, до 48 кг | 8      |
| Чемпіонат світу з боротьби 2003 | Венесуела | жіноча боротьба, до 48 кг | 10     |
| Чемпіонат світу з боротьби 2005 | Венесуела | жіноча боротьба, до 48 кг | 5      |
| Чемпіонат світу з боротьби 2006 | Венесуела | жіноча боротьба, до 48 кг | 12     |
| Чемпіонат світу з боротьби 2007 | Венесуела | жіноча боротьба, до 48 кг | Бронза |
| Чемпіонат світу з боротьби 2010 | Венесуела | жіноча боротьба, до 48 кг | 18     |
| Чемпіонат світу з боротьби 2011 | Венесуела | жіноча боротьба, до 48 кг | 9      |
| Чемпіонат світу з боротьби 2013 | Венесуела | жіноча боротьба, до 48 кг | Срібло |
| Чемпіонат світу з боротьби 2014 | Венесуела | жіноча боротьба, до 48 кг | 29     |
| Чемпіонат світу з боротьби 2015 | Венесуела | жіноча боротьба, до 48 кг | 28     |

### Виступи на Панамериканських чемпіонатах
| Змагання                                   | Збірна    | Вагова категорія          | Місце  |
| ------------------------------------------ | --------- | ------------------------- | ------ |
| Панамериканський чемпіонат з боротьби 2000 | Венесуела | жіноча боротьба, до 46 кг | 4      |
| Панамериканський чемпіонат з боротьби 2001 | Венесуела | жіноча боротьба, до 46 кг | Золото |
| Панамериканський чемпіонат з боротьби 2002 | Венесуела | жіноча боротьба, до 48 кг | Золото |
| Панамериканський чемпіонат з боротьби 2004 | Венесуела | жіноча боротьба, до 51 кг | Золото |
| Панамериканський чемпіонат з боротьби 2005 | Венесуела | жіноча боротьба, до 48 кг | Золото |
| Панамериканський чемпіонат з боротьби 2006 | Венесуела | жіноча боротьба, до 48 кг | Золото |
| Панамериканський чемпіонат з боротьби 2007 | Венесуела | жіноча боротьба, до 48 кг | Золото |
| Панамериканський чемпіонат з боротьби 2010 | Венесуела | жіноча боротьба, до 48 кг | 5      |
| Панамериканський чемпіонат з боротьби 2011 | Венесуела | жіноча боротьба, до 48 кг | 12     |
| Панамериканський чемпіонат з боротьби 2012 | Венесуела | жіноча боротьба, до 48 кг | 6      |
| Панамериканський чемпіонат з боротьби 2013 | Венесуела | жіноча боротьба, до 48 кг | 5      |

### Виступи на Панамериканських іграх
| Змагання                  | Збірна    | Вагова категорія          | Місце  |
| ------------------------- | --------- | ------------------------- | ------ |
| Панамериканські ігри 2003 | Венесуела | жіноча боротьба, до 48 кг | 4      |
| Панамериканські ігри 2007 | Венесуела | жіноча боротьба, до 48 кг | Бронза |

### Виступи на Південноамериканських іграх
| Змагання                       | Збірна    | Вагова категорія          | Місце  |
| ------------------------------ | --------- | ------------------------- | ------ |
| Південноамериканські ігри 2014 | Венесуела | жіноча боротьба, до 48 кг | Бронза |

### Виступи на Центральноамериканських і Карибських іграх
| Змагання                                                | Збірна    | Вагова категорія          | Місце  |
| ------------------------------------------------------- | --------- | ------------------------- | ------ |
| Центральноамериканські і Карибські ігри 2006            | Венесуела | жіноча боротьба, до 48 кг | Золото |
| Центральноамериканські і Карибські ігри 2010 (Маягуес)  | Венесуела | жіноча боротьба, до 48 кг | Золото |
| Центральноамериканські і Карибські ігри 2014 (Сан-Хуан) | Венесуела | жіноча боротьба, до 48 кг | Срібло |
| Центральноамериканські і Карибські ігри 2014 (Веракрус) | Венесуела | жіноча боротьба, до 48 кг | Бронза |

### Виступи на Кубках світу
| Змагання                    | Збірна    | Вагова категорія          | Місце  |
| --------------------------- | --------- | ------------------------- | ------ |
| Кубок світу з боротьби 2005 | Венесуела | жіноча боротьба, до 48 кг | Бронза |

### Виступи на інших змаганнях
| Змагання                                                               | Збірна    | Вагова категорія          | Місце  |
| ---------------------------------------------------------------------- | --------- | ------------------------- | ------ |
| Олімпійський кваліфікаційний турнір з боротьби 2004 (Туніс)            | Венесуела | жіноча боротьба, до 48 кг | Бронза |
| Austrian Ladies Open 2004                                              | Венесуела | жіноча боротьба, до 48 кг | 8      |
| Austrian Ladies Open 2008                                              | Венесуела | жіноча боротьба, до 51 кг | Срібло |
| Гран-прі Німеччини з боротьби 2008                                     | Венесуела | жіноча боротьба, до 48 кг | Бронза |
| Гран-прі Іспанії з боротьби 2011                                       | Венесуела | жіноча боротьба, до 51 кг | Срібло |
| Меморіал Іона Корнеану 2011                                            | Венесуела | жіноча боротьба, до 48 кг | 5      |
| Олімпійський кваліфікаційний турнір з боротьби 2012 (Кіссіммі-Орландо) | Венесуела | жіноча боротьба, до 48 кг | Бронза |
| Олімпійський кваліфікаційний турнір з боротьби 2012 (Тайюань)          | Венесуела | жіноча боротьба, до 48 кг | 13     |
| Олімпійський кваліфікаційний турнір з боротьби 2012 (Гельсінкі)        | Венесуела | жіноча боротьба, до 48 кг | Срібло |
| Austrian Ladies Open 2012                                              | Венесуела | жіноча боротьба, до 51 кг | Бронза |
| Відкритий чемпіонат Польщі з боротьби 2012                             | Венесуела | жіноча боротьба, до 48 кг | 9      |
| Гран-прі Іспанії з боротьби 2012                                       | Венесуела | жіноча боротьба, до 48 кг | 8      |
| Гран-прі Іспанії з боротьби 2013                                       | Венесуела | жіноча боротьба, до 48 кг | Срібло |
| Боліваріанські ігри 2013                                               | Венесуела | жіноча боротьба, до 48 кг | 4      |
| Відкритий чемпіонат Польщі з боротьби 2014                             | Венесуела | жіноча боротьба, до 48 кг | 10     |